# 11-es metró (Párizs)
A párizsi 11-es metró (francia nyelven: Ligne 11 du métro de Paris), Párizs tizenegyedik metróvonala, melynek első szakaszát 1935. április 28-án nyitották meg. Jelenleg Châtelet és az északkeleti külvárosban található Rosny-Bois-Perrier metróállomás között épült meg. 2024-ig a legrövidebb metróvonal volt a 14 párizsi metróvonal közül a 6,3 km-es hosszúságával. Ez a vonal volt az egyik utolsó, amelyet 1935-ben helyeztek üzembe; akkor az 1924-ben bezárt Belleville-i siklóvasút pótlására szánták. Jelenleg 11,7 km hosszúságú és 19 állomása van. A jövőben tervezik a további hosszabbítását.
A 2024-es meghosszabbítása előtt az egyik legkevésbé kihasznált vonal volt, 2023-ban kevesebb mint negyvenmillió utassal. Az RATP 2025-re harmincegy millióval többre számít, ezzel a meghosszabbítással, amely négy nagyobb Seine-Saint-Denis-i települést érint.
Az 1950-es és 1960-as években a vonal az RATP által kifejlesztett újítások kísérleti vonala volt. Így 1956-ban ez volt a világ első metróvonala, amelyet gumiabroncsokkal szereltek fel. 1967-ben központi vezérlőállomással és automata vonatüzemmel is felszerelték, amelyet először alkalmaztak a párizsi hálózaton. 2024. június 13-án meghosszabbították a Mairie des Lilas-tól Rosny-Bois-Perrier-ig, majdnem megduplázva a hosszát és hat állomással bővítve. A Grand Paris Express projekt keretében Noisy-Champs-ig tervezett meghosszabbítást határozatlan időre elhalasztották.
2023-ban, a hosszabbítás előtt naponta átlagosan 132 000, évente átlagosan 47,1 millió fő utazott rajta.